# Yaverlandia
Yaverlandia bitholus is een dinosauriër, wellicht behorend tot de Pachycephalosauria, die in Engeland is aangetroffen in lagen uit het Vroege Krijt. De verwantschappen van Yaverlandia zijn onzeker; het is ook geopperd dat het gaat om een lid van de Theropoda.

## Vondst en naamgeving
De vondst, holotype MIWG 1530 uit het Upper Silty Bed van de Wessexformatie die dateert uit het Hauterivien, werd in 1923 gedaan op het eiland Wight door F.G.W. Abell, maar pas in 1971 door Peter Malcolm Galton beschreven en benoemd als een pachycephalosauride. In 1930 was het nog door David Meredith Seares Watson toegewezen aan Vectisaurus. De geslachtsnaam verwijst naar Yaverland Point of Yaverland Battery bij Sandown op de zuidoostkust van Wight; "Yaverland" zelf is weer afkomstig van het Angelsaksische eoforland, "ever(zwijn)land". Het fossiel bestaat uit een schedeldak met twee uitstulpingen en hiernaar verwijst de soortaanduiding: "met twee koepels". Het omvat beide voorhoofdsbeenderen, het rechterpostorbitale en het linkerorbitosfenoïde. Yaverlandia zou de vroegste bekende pachycephalosauriër zijn met uitzondering van Ferganocephale en de enige die in Engeland gevonden is.

## Beschrijving
Het holotype wijst op een individu van een kleine meter lang.
Het bewaarde schedeldak heeft een lengte van ongeveer vijfenveertig millimeter en is ruim een centimeter dik, wat vrij veel is voor een kleine dinosauriër. De verheffingen op de vergroeide voorhoofdsbeenderen zijn maar gering. Het bovenvlak is bedekt met kleine putjes. Aan de achterkant is te zien dat er grote bovenste slaapvensters moeten zijn geweest. Het prefrontale sluit het voorhoofdsbeen niet uit van de oogkas. Op de onderkant van het fossiel bevinden zich grote uithollingen aan weerszijden van verbeende voorste schotten van de hersenpan.

## Fylogenie
Galton plaatste Yaverlandia in de Pachycephalosauridae. Hij zag die nog als een groep Ornithopoda en Yaverlandia als een tussenvorm op een ontwikkelingslijn die van de Hypsilophodontidae naar de latere pachycephalosauriden liep.
Een eerste twijfel ten aanzien van deze classificatie werd in 1979 geuit door James Allen Hopson die opmerkte dat de onderkant van het schedeldak een indeling van het brein suggereerde die typisch was voor theropoden. Galton was in 1977/1979 al opgevallen dat de bij de Pachycephalosauridae gebruikelijke zwakke scheiding tussen grote en kleine hersenen ontbrak maar verklaarde deze zwakke scheiding als een aanpassing aan het met de koppen tegen elkaar slaan bij onderlinge gevechten die voor de platkoppige Yaverlandia nog niet relevant was. In 1989 werd die twijfel herhaald door Emily Buchholtz Giffin in haar studie van het brein van pachycephalosauriërs. Bij kladistisch onderzoek viel Yaverlandia desalniettemin basaal in de Pachycephalosauria of Pachycephalosauridae uit, wat echter veroorzaakt werd doordat dergelijk onderzoek te nauw op de doelgroep gericht was en zo de mogelijkheid niet onderzocht of een vorm tot een geheel andere groep behoorde.
In 2000 en 2003 stelde pachycephalosauriërexpert Robert Sullivan dat het in ieder geval onmogelijk lijkt Yaverlandia bij de meer insluitende groep Pachycephalosauridae in te delen; het mist daarvan iedere synapomorfie. Daarentegen toont de soort eigenschappen die van geen enkele pachycephalsosauride bekend zijn: de voorhoofdsbeenderen maken een groot deel uit van de bovenste oogkas; de schedelwelving ontspruit uit de voorhoofdsbeenderen in plaats van de wandbeenderen; de bovenste slaapvensters lopen tot aan de voorhoofdsbeenderen naar voren door.
Hierna kreeg het fossiel aandacht van de Britse paleontoloog Darren Naish. In 2004 verwierp ook hij een pachycephalosaurische verwantschap, hoewel hij vaag en speculatief bleef over de werkelijke identiteit. In 2006 diende Naish een dissertatie in over Eotyrannus, een theropode die ook uit het Opper-Krijt van Wight stamt. Het werk zou nooit gepubliceerd worden. Deel van het onderzoek was een CAT-scan van het fossiel van Yaverlandia. De conclusie luidde dat het materiaal theropode was gezien de naar beneden uitstekende, en aan de buitenste zijkant holle, richels die de buitenzijden van de hersenholte omgeven; het aan de onderkant uitgeholde deel van het postorbitale dat de achterste bovenrand van de oogkas vormt; de dubbele lobben van de hersenholte; en kleine nauwe reuklobben. Het zou echter niet om een jong van Eotyrannus gaan — die dan een jonger synoniem van Yaverlandia zou zijn geworden — maar om een nog onbekend lid van de Maniraptora. In 2011 stelde Naish dat het meer bepaald een lid van de Troodontidae zou betreffen. Opmerkelijk genoeg had ook Watson dat al geopperd in 1930, hoewel die nog werkte met de oude betekenis van dit begrip dat samenviel met het huidige Pachycephalosauridae.

## Levenswijze
Pachycephalosauriërs waren planteneters. Is Yaverlandia een theropode, dan was het vermoedelijk een vleeseter of alleseter.
In de beschrijving van Yaverlandia werd door Galton voor het eerst de hypothese uitgewerkt dat de dikke schedels van pachycephalosauriërs dienden voor dominantiegevechten tussen de mannetjes waarbij ze elkaar met de koppen ramden.